# Clam Gulch
Clam Gulch è un CDP degli Stati Uniti d'America, situato nello Stato dell'Alaska e in particolare nel Borough della Penisola di Kenai.